# Метод трёх точек
Метод трёх точек (метод совмещения, метод накрытия цели) — один из двух трёхточечных методов наведения управляемых ракет (альтернативным является метод упреждения), при котором ракета постоянно удерживается на прямой, соединяющей станцию наведения с целью. 
Реализация этого метода возможна различными техническими средствами: с помощью командного радиоуправления (ракета удерживается на одной линии с целью командами станции наведения); путём удержания ракеты внутри лазерного или радиолуча, направленного на цель (метод beam-rider, букв. рус. «осёдланный луч») и т. д.
Процесс наведения ракеты характеризуется системой уравнений
{\displaystyle {\begin{cases}\varepsilon _{m}=\varepsilon _{t};\\\beta _{m}=\beta _{t},\end{cases}}}
где {\displaystyle \varepsilon _{m},\beta _{m}} — требуемые угол места и азимут ракеты;
{\displaystyle \varepsilon _{t},\beta _{t}} — угол места и азимут цели.
Для наведения ракеты на цель нет необходимости в измерении абсолютных угловых координат ракеты и цели, достаточно знать разность этих координат. Нет необходимость знать также расстояние до цели и до ракеты.
Метод достаточно прост в реализации и обеспечивает приемлемую точность наведения в условиях, когда кривизна траектории ракеты незначительна — при стрельбе по целям, движущимся с малой скоростью; по целям, летящим прямо на ЗРК и т.д. Метод целесообразно применять при невозможности использования других методов, например, при невозможности измерения расстояния до цели.